# 마시쿨리

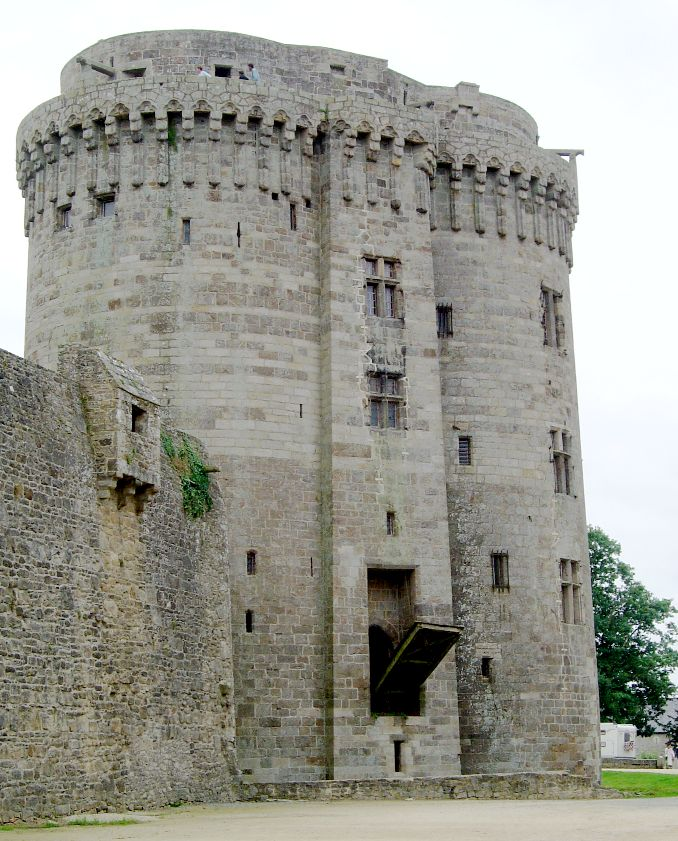
성벽 꼭대기 근처, 톱니처럼 생긴 곳이 마시쿨리이다.

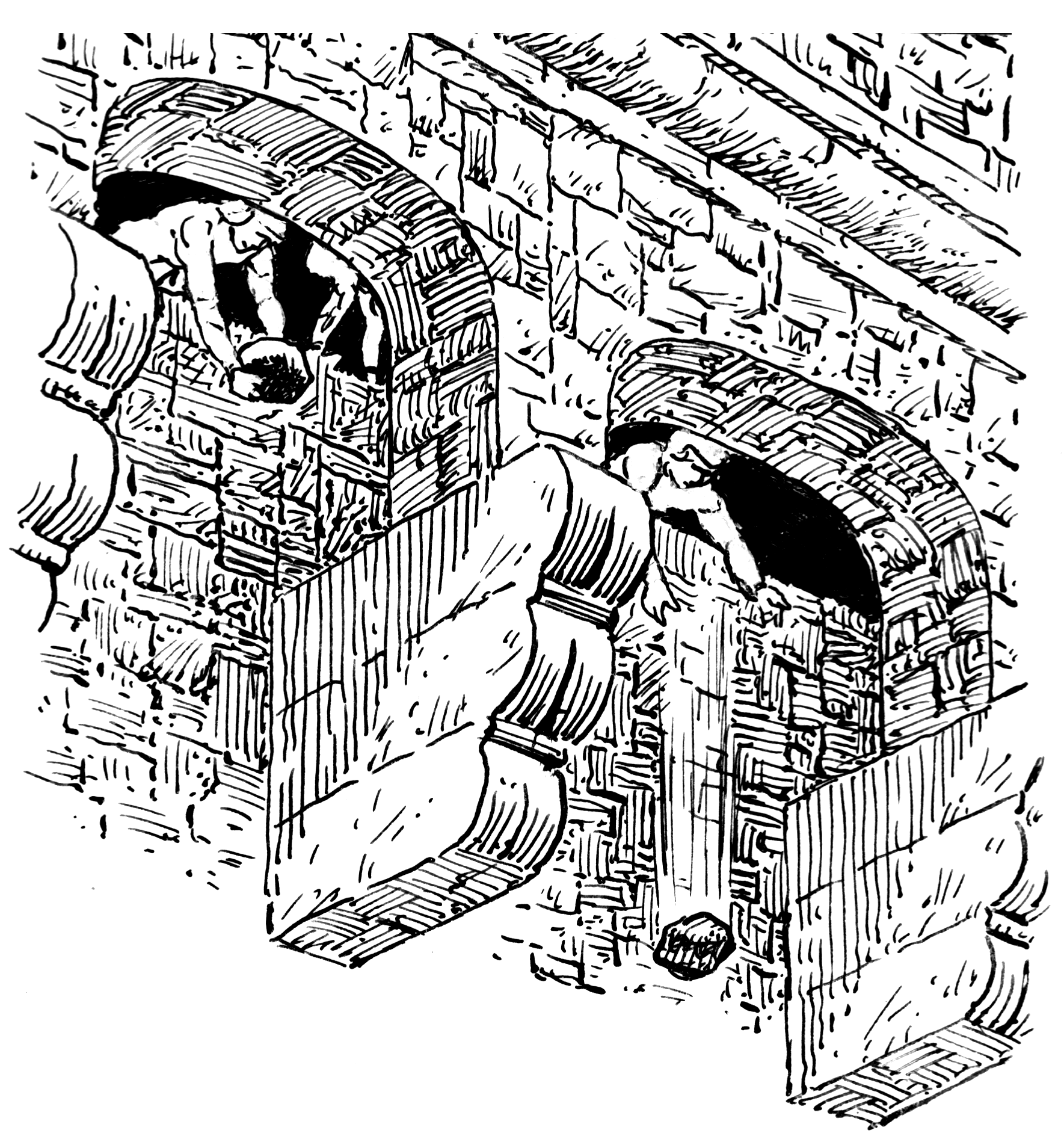
마시쿨리를 이용한 방어군의 공격 예시.

마시쿨리(프랑스어: machicoulis /mɑʃikuli/[*])는 총안흉벽의 내쌓기 사이사이에 위치한 공간으로, 이 공간을 이용해 방벽 기초에 공격을 퍼붓는 공격자들 머리 위로 돌이나 기름 등을 끼얹을 수 있다. 노르만 십자군이 성지에서 돌아온 이후 중세 유럽에서 유행하기 시작했다. 나무로 만들어진 호딩이 마시쿨리와 그 기능이 유사했으나, 호딩은 공성전이 발생했을 때 일시적으로 설치되는 구조물이었다. 돌로 된 마시쿨리는 호딩에 비해 튼튼했으며 불을 견딜 수 있다는 장점이 있었다.

## 같이 보기
- 망대
- 성첩
- 호딩